# Байша-Верди (микрорегион)

Байша-Верди на карте.

Байша-Верди (порт. Microrregião da Baixa Verde) — микрорегион в Бразилии, входит в штат Риу-Гранди-ду-Норти. Составная часть мезорегиона Сельскохозяйственный район штата Риу-Гранди-ду-Норти. Население составляет 	62 935	 человек (на 2010 год). Площадь — 	1920,192	 км². Плотность населения — 	32,78	 чел./км².

## Демография
Согласно сведениям, собранным в ходе переписи 2010 г. Национальным институтом географии и статистики (IBGE), население микрорегиона составляет:						
| Полное население                             | Полное население                             | Полное население                             | Полное население                             | 62 935 |
| -------------------------------------------- | -------------------------------------------- | -------------------------------------------- | -------------------------------------------- | ------ |
| в том числе:                                 | Городское население                          | 39 232                                       | Процент городского населения, %              | 62,34  |
|                                              | Сельское население                           | 23 703                                       | Процент сельского населения, %               | 37,66  |
|                                              | Мужское население                            | 31 677                                       | Процент мужского населения, %                | 50,33  |
|                                              | Женское население                            | 31 258                                       | Процент женского населения, %                | 49,67  |
| Плотность населения, чел/км²                 | Плотность населения, чел/км²                 | Плотность населения, чел/км²                 | Плотность населения, чел/км²                 | 32,78  |
| Население микрорегиона в % к населению штата | Население микрорегиона в % к населению штата | Население микрорегиона в % к населению штата | Население микрорегиона в % к населению штата | 1,99   |

## Статистика
- Валовой внутренний продукт на 2003 год составляет 126 518 215,00 реалов (данные: Бразильский институт географии и статистики).
- Валовой внутренний продукт на душу населения на 2003 год составляет 2135,49 реалов (данные: Бразильский институт географии и статистики).
- Индекс развития человеческого потенциала на 2000 год составляет 0,614 (данные: Программа развития ООН).

## Состав микрорегиона
В составе микрорегиона включены следующие муниципалитеты:
1. Бенту-Фернандис
2. Жандаира
3. Жуан-Камара
4. Паразинью
5. Посу-Бранку